# Henry de Vere Vane (9e baron Barnard)
Pour les articles homonymes, voir Henry Vane et Vane (homonymie).
Henry de Vere Vane, 9e baron Barnard FSA, JP, Hon. DCL (10 mai 1854 - 28 décembre 1918) est un pair britannique et un franc-maçon de haut rang .

## Éducation
Il est né le 10 mai 1854 , fils de Sir Henry Morgan Vane, à Durham. Dans sa jeunesse, il fait ses études au Collège d'Eton. Suivant la tradition familiale, il monte à l'Université d'Oxford vers 1873, préparant un BA au Brasenose College et obtenant le diplôme en 1876.
Après trois ans de formation, il devient avocat  étant admis au barreau par l'Inner Temple, bien qu'il soit peu probable qu'il ait jamais exercé la profession d'avocat.

## Mariage et enfants
Le 28 juin 1881, il épouse Lady Catharine Sarah Cecil, fille de William Cecil (3e marquis d'Exeter) à St Thomas Marylebone, et a trois fils, l'un d'eux est décédé avant lui. 
Son héritier est son deuxième fils, Christopher Vane (10e baron Barnard) MC qui sert dans le Westmorland et le Cumberland Yeomanry, blessé au combat et décoré pendant la Première Guerre mondiale . Le premier fils de Lord Barnard, l'hon. Henry Cecil Vane, est grièvement blessé en France et est décédé des suites de ses blessures.
En novembre 1917, à la suite du décès de son premier fils en France, Lady Barnard tombe malade et meurt le 16 mars 1918 . Lord Barnard meurt peu de temps après le 28 décembre 1918, ses funérailles ont lieu le soir du nouvel an et un service commémoratif maçonnique a lieu à la Cathédrale de Durham .

## Carrière
Fils d'un membre mineur de l'aristocratie, Lord Barnard ne s'attend pas à hériter du château de Raby car il n'est pas directement dans la ligne de succession. Par conséquent, il se lance dans une carrière dans la fonction publique à la Charity Commission entre 1881 et 1891 . Il est promu secrétaire privé du commissaire en chef en 1885 et occupe ce poste jusqu'en 1890. Il sert dans la milice du Northamptonshire entre 1876 et 1884.
En 1891, le 4e duc de Cleveland meurt, laissant la ligne de succession au duché peu claire. L'affaire est tranchée en 1892 lorsque le Comité des privilèges de la Chambre des lords le considère comme le 9e baron Barnard et héritier des vastes domaines de Raby bien qu'il n'ait pas hérité du titre de duc de Cleveland qui s'est éteint ,. Lord Barnard quitte la Charity Commission pour se concentrer sur la gestion du domaine .
Lord Barnard occupe le poste honorifique de colonel du 4th (Special Reserve) Battalion Durham Light Infantry, président du Tees Fishery Board et est gouverneur de l'école Shrewsbury . Il est membre du Brooks's et du Oxford and Cambridge Club. Comme c'est la mode de l'époque, il garde deux maisons, sa résidence provinciale étant Raby Castle, Darlington et une résidence pour la saison londonienne au 20 Belgrave Square, SW. Il reçoit le diplôme honorifique de docteur en droit civil (DCL) de l'Université de Durham en septembre 1901.

## Carrière maçonnique
La carrière maçonnique de Lord Barnard commence en 1874, lorsqu'il est initié à l'« Apollo University Lodge » (no) 357 alors qu'il étudie à l'Université d'Oxford . À Londres, il devient membre de la loge de l'« Amitié n°6 », dont l'un des membres est John Fawcett qui est alors grand maître provincial de Durham.
Son association avec la province de Durham commence en 1892, lorsqu'il se joint à Rose of Raby Lodge (no)1650 à Staindrop . C'est le village le plus proche du château de Raby. Deux ans plus tard, il est installé comme vénérable maître. Des distinctions maçonniques ultérieures suivent lorsqu'en 1895, il est nommé grand préfet provincial senior pour la Province de Durham et la même année nommé grand préfet junior de la Grande Loge unie d'Angleterre. Il rejoint « Lambton Lodge » (no)375 et est installé comme maitre peu de temps après. Il devient membre et ancien maître de la « Royal Alpha Lodge » (no)16 dans laquelle le prince Arthur de Connaught est initié. À la mort de Hedworth Williamson en 1900, Lord Barnard est nommé grand maître provincial de Durham .
Sa formation juridique et ses compétences commerciales ont considérablement amélioré l'organisation de la franc-maçonnerie dans le nord-est de l'Angleterre, le nombre de ses membres passant de 3 330 à 9 000 au cours de son mandat . Deux loges, « Lord Barnard Lodge » no 2935 à South Shields (consacrée en 1902) et « Vane Lodge » no 3110 à Bishop Auckland (consacrée en 1905) sont dénommées en son honneur.